# Jesuíno José Soares de Arruda

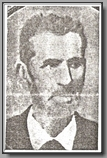
Jesuíno de Arruda

Jesuíno José Soares (Vila de Una, 11 de fevereiro de 1811 — 4 de julho de 1895) foi um proprietário rural brasileiro.

## Família
Seu pai, Francisco António dos Santos e sua mãe, Brandina Soares eram comerciantes, naturais de Portugal.
Sua filha Maria casou-se com Manoel Ramalho. A filha deles, Dolores, casou-se com Manoel Gonçalves Foz.
Sua filha caçula, Ana casou-se com Justino Correa de Freitas, em Araraquara. 
Seu neto Leão Pio de Freitas foi prefeito de Matão. E sua neta Leoncia de Freitas casou-se com Carlos Baptista de Magalhães, natural de Niteroi, RJ, fazendeiro, fundador da Estrada de Ferro Araraquarense. 
Seu bisneto  Carlos Leôncio de Magalhães (Nhonhô Magalhães), fazendeiro, nasceu em Araraquara em 1875, plantou mais de 3 milhões de pés de café nas Fazendas do Cambuhy, em Matão, e casou-se com Ernestina Reis de Magalhães, com quem teve 8 filhos: Maria José, Carlos, Oswaldo, Ernestina, Maria Cecilia, Paulo, Adelaide e José Carlos.
Suas bisnetas Maria Dulce de Magalhães (Nicota) Pinto Alves e Maria Elisa de Magalhães (Zilota) Lebeis destacaram-se na vida social, política e cultural de São Paulo. 

## Biografia
Em 1836, Jesuíno mudou-se para Piracicaba onde casou-se com Dona Maria Gertrudes de Arruda, filha de Antonio Arruda Leme e Francisca de Almeida Lara, pertencentes a ilustres famílias de Itú.
Em 1855 comprou terras denominadas "Sítio do Mello" , que eram dos irmãos Botelho, localizada na "Sesmaria do Pinhal", e aí passou a residir. Como era um homem profundamente religioso, mandou construir uma capela que deu origem à cidade de São Carlos para, juntamente com sua esposa, poder cumprir seus deveres com a Igreja.
Jesuíno José Soares, que adotou o sobrenome "Arruda", de sua mulher, foi um homem dinâmico, idealizador, altruísta, benemérito, desprendido, e teve um papel muito importante na fundação de São Carlos, contribuindo para o seu progresso e desenvolvimento.
Não há um consenso sobre a verdadeira data de fundação e o real fundador da cidade de São Carlos (se Jesuíno de Arruda ou a família Arruda Botelho, do Conde do Pinhal), pelo fato de o conceito de fundação variar de acordo com os vários possíveis critérios usados: erigir uma capela, doar um terreno para o patrimônio público, erigir as primeiras casas de telha, algum ato de desprendimento e benevolência dos poderosos da época, entre outros.
Morreu em 4 de julho de 1895, com 84 anos de idade. 

## Homenagens
O seu nome é ainda hoje lembrado e respeitado, e como homenagem aí estão as ruas 'Jesuíno de Arruda' em São Paulo e em São Carlos, a Escola Estadual Jesuíno de Arruda e tem seu nome na letra do hino de São Carlos.
Na cidade de São Carlos há uma estátua em sua homenagem, em tamanho natural, em frente ao "Mercado Municipal Antonio Massei", mais conhecido como Mercado Municipal de São Carlos, uma estátua ("busto") na praça que há em frente à Escola Estadual Jesuíno de Arruda colocado estrategicamente como se estivesse olhando para a Escola e uma "Rua" com seu nome.
A estátua foi arrancada pela torrente de água na última semana de novembro de 2020, quando houve uma forte chuva: 130 milímetros em pouco mais de uma hora (quantidade que costumeiramente precipita ao longo de todo aquele mês). Houve grandes prejuízos patrimoniais para a cidade de São Carlos e seus moradores em função daquele temporal.